# Philip Oros
Philip Oros (* 1989) ist ein schwedischer Schauspieler.

## Leben und Karriere
Oros wurde im Jahr 1989 geboren. Er besuchte die Strasberg Theatre Film Institute in New York Sein Debüt gab er 2014 in der Fernsehserie Torpederna. Anschließend trat er 2016 in Svartsjön auf. Außerdem spielte er 2019 in der Serie Blinded mit. 2020 wurde Oros für die Serie Hidden Agenda gecastet. Von 2020 bis 2021 setzte er seine Karriere in Lasse-Majas detektivbyrå fort. Unter anderem bekam er 2022 in dem Film Dogborn eine Hauptrolle. 2024 wird Oros in Love fårever zu sehen sein.

## Filmografie
Filme:
- 2021: Glöm natten som kommer
- 2022: Dogborn
- 2024: Love fårever

Serien:
- 2014: Torpederna
- 2016: Svartsjön
- 2019: Blinded (Fartblinda)
- 2020: Hidden Agenda (Top Dog)
- 2020–2021: Lasse-Majas detektivbyrå
- 2021: Deg
- 2023: Limbo